# Pellio Intelvi
Pellio Intelvi é uma comuna italiana da região da Lombardia, província de Como, com cerca de 871 habitantes. Estende-se por uma área de 10 km², tendo uma densidade populacional de 87 hab/km². Confronta com Laino, Lanzo d'Intelvi, Ramponio Verna, San Fedele Intelvi.

## Demografia
| Variação demográfica do município entre 1861 e 2011                               |
|                                                                                   |
| Fonte: Istituto Nazionale di Statistica (ISTAT) - Elaboração gráfica da Wikipedia |

Pellio Intelvi é dividida em duas frações, Pellio Inferiore e Pellio Superiore.